# Adolphus Warburton Moore
Adolphus Warburton Moore (1841–1887) (conocido generalmente como A. W. Moore) fue un funcionario y montañero británico.

## Vida

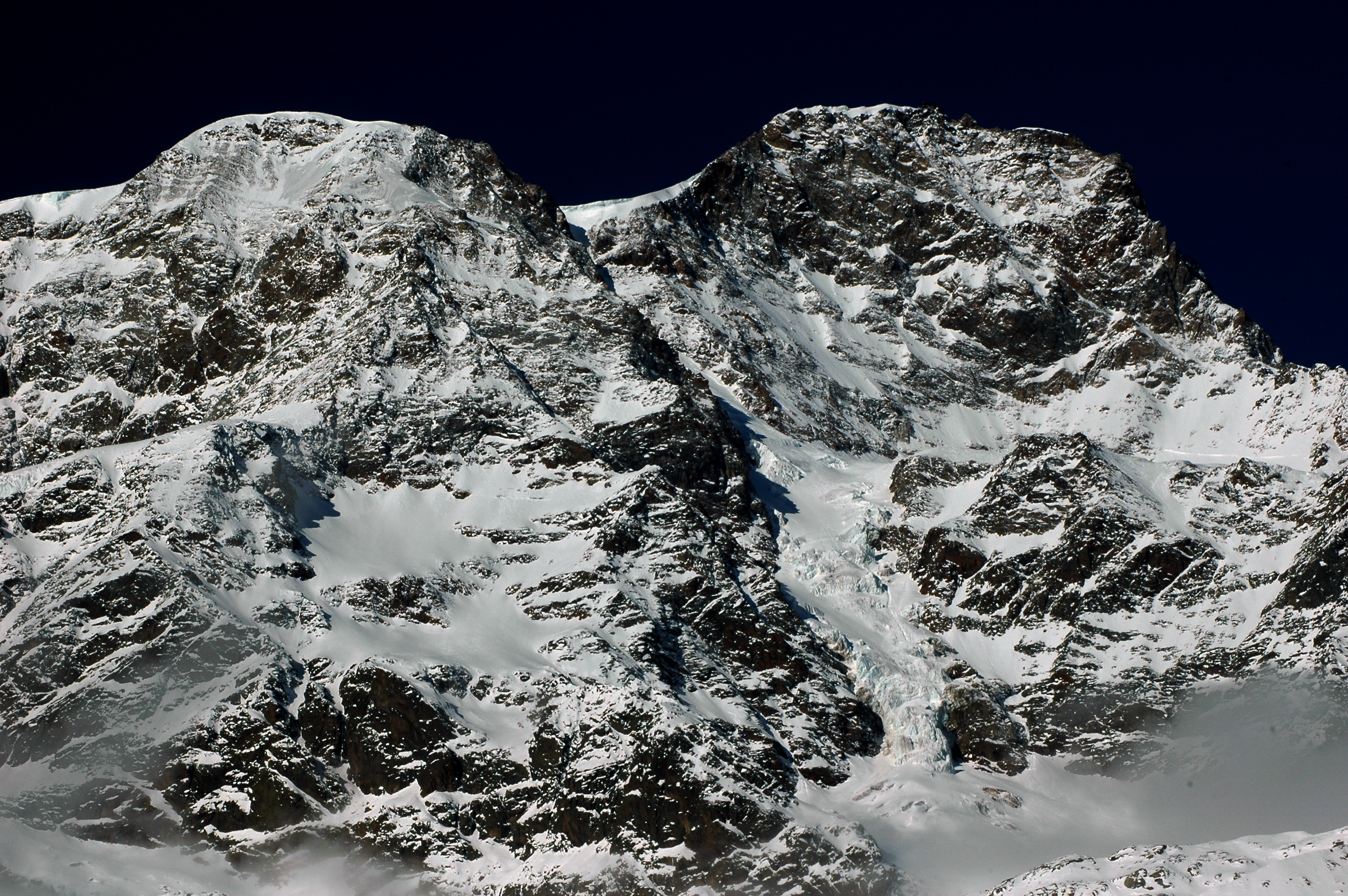
La cara valsesiana del Monte Rosa con Punta Parrot 4436 m a la izquierda y Punta Gnifetti m.4559 a la derecha.

Hijo del mayor John Arthur Moore y Sophia Stewart Yates,, Moore fue un oficial de la India Office desde 1858 hasta 1887, desempeñando el papel de Secretario Ayudante, Departamento Político desde 1875 hasta 1885. También fue secretario privado de Lord Randolph Churchill.

## Alpinismo
Moore hizo un primer ascenso durante su primera visita a los Alpes en 1862 e inmediatamente se convirtió en una figura central en la edad de oro del alpinismo.
Las primeras ascensiones de Moore incluyen:
- 23 de julio de 1862: Fiescherhorn (Alpes berneses) cobn H. B. George y los guías Christian Almer y Ulrich Kaufmann
- 25 de junio de 1864: Barre des Écrins (Alpes del Delfinado) con Edward Whymper y Horace Walker, y los guías Michel Croz, Christian Almer el Viejo, y Christian Almer el Joven

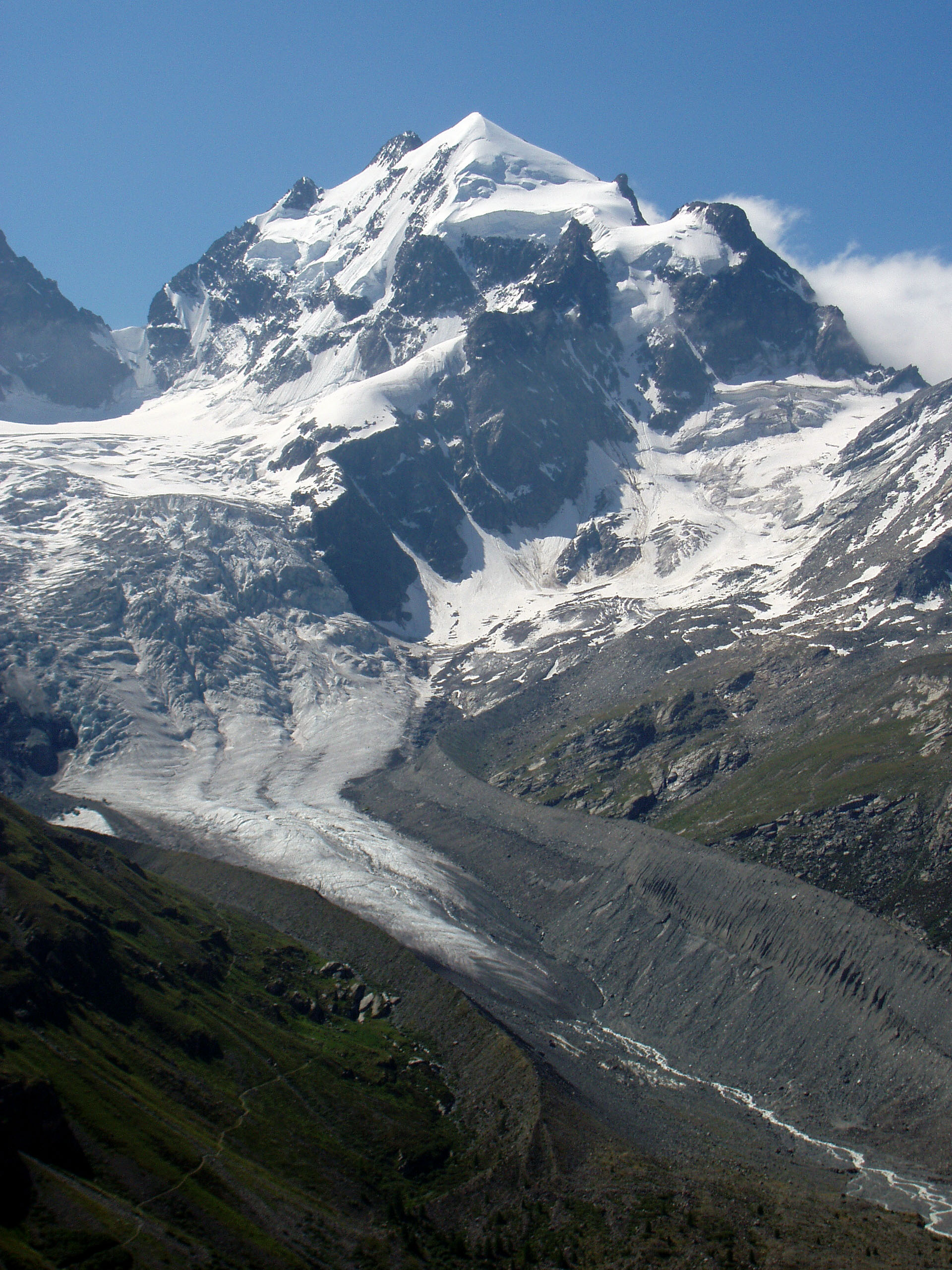
Piz Roseg.

- 28 de junio de 1865: Piz Roseg (Alpes berneses) con Horace Walker y el guía Jakob Anderegg
- 6 de julio de 1865: Ober Gabelhorn (Alpes Peninos) con Horace Walker y Jakob Anderegg
- 9 de julio de 1865: Pigne d'Arolla (Alpes Peninos) con Horace Walker y Jakob Anderegg
- 15 de julio de 1865: Espolón Brenva en el Mont Blanc con George Spencer Mathews, Frank Walker y Horace Walker, y los guías Jakob Anderegg y Melchior Anderegg

Esta última ruta, el espolón Brenva, fue la primera en subirse en el remoto lado meridional del Mont Blanc y excedía en dificultad a cualquier cosa que hasta entonces se hubiera intentado en la montaña. La descripción de Moore del ascenso de Brenva es, según Claire Engel, 'entre los mejores cuentos alpinos que existen'.
Moore fue al Cáucaso con Douglas Freshfield y Charles Comyns Tucker en 1868, haciendo la primera ascensión por un no nativo del monte Elbrus (la inferior de las dos cimas), la montaña más alta del Cáucaso, y la primera ascensión del Kazbek con la misma partida.

## Conmemoración
Tanto Pic Moore como Col Moore en la ladera Brenva del Mont Blanc reciben su nombre por él. Según F. S. Smythe, quien junto con Thomas Graham Brown dio al collado su nombre durante su primera ascensión de la cara Brenva por la ruta "Sentinelle Rouge" en 1927, "La ruta Brenva ordinaria [el espolón Brenva] empieza con la ascensión de una pequeña grieta, que llamamos Col Moore en honor del primer conquistador de la ruta Brenva, A. W. Moore, situado entre el pie de la arista Brenva y un pico en miniatura hoy conocido como el Pic Moore."